# Elon Musk tisztelgési botránya

Musk megismételte a tisztelgést, majd így szólt: „Szívből együttérzek veletek. Nektek köszönhető, hogy a civilizáció jövője biztosított.”

2025. január 20-án, Donald Trump amerikai elnök második beiktatását ünneplő gyűlésen tartott beszédében Elon Musk üzletember és politikai személyiség kétszer is olyan tisztelgést tett, amelyet sokan náci vagy fasiszta római karlendítésnek értelmeztek.
Németországban, ahol az ilyen gesztusok illegálisak, széles körben elítélték, mint szándékos náci tisztelgést. Az Anti-Defamation League szerint nem volt náci tisztelgés, de más zsidó szervezetek nem értettek egyet ezzel, és elítélték a tisztelgést. Az amerikai közvélemény pártpolitikai vonalak mentén megosztott volt abban a kérdésben, hogy fasista tisztelgés volt-e. Musk elutasította a náci szimpátiákkal kapcsolatos vádakat, és „piszkos trükköknek” és „elcsépelt” támadásnak nevezte őket. A neonáci és fehér felsőbbrendűséget hirdető csoportok náci üdvözlésként ünnepelték. Több európai politikai párt is követelte, hogy tiltsák ki Muskot az országukból.

## Beiktatás, beszéd és gesztusok
2025. január 20-án Donald Trump második beiktatására került sor, miután megnyerte a 2024-es amerikai elnökválasztást. Sok embert meghívtak, köztük Elon Muskot is. Musk a második legnagyobb adományozóként nagy hatással volt Trump kampányára. Trump kinevezte őt a kormányzati hatékonysági minisztérium társelnökévé Trump második elnöki ciklusa alatt.
A beiktatás után Musk részt vett egy ünnepi gyűlésen a Capital One Arénában Washingtonban, ahol megköszönte a résztvevőknek, hogy Trumpra szavaztak. Musk felugrott a színpadra, elkezdte a levegőbe dobálni a kezét, majd táncolni kezdett. Miután befejezte a táncot, Musk a kezét a szívére tette, majd kinyújtotta a karját a feje fölé, tenyerével lefelé, egyenes karú mozdulattal. Ezután megfordult, és megismételte a mozdulatot a mögötte álló közönségnek. Miután befejezte a gesztusokat, azt mondta: „Szívből együttérzek veletek. Nektek köszönhető, hogy a civilizáció jövője biztosított.”. A „Szívből együttérzek veletek” kifejezés általában valaki iránti „szomorúságot vagy együttérzést” fejez ki, nem pedig köszönetet.

## Reakciók

### Egyesült Államok

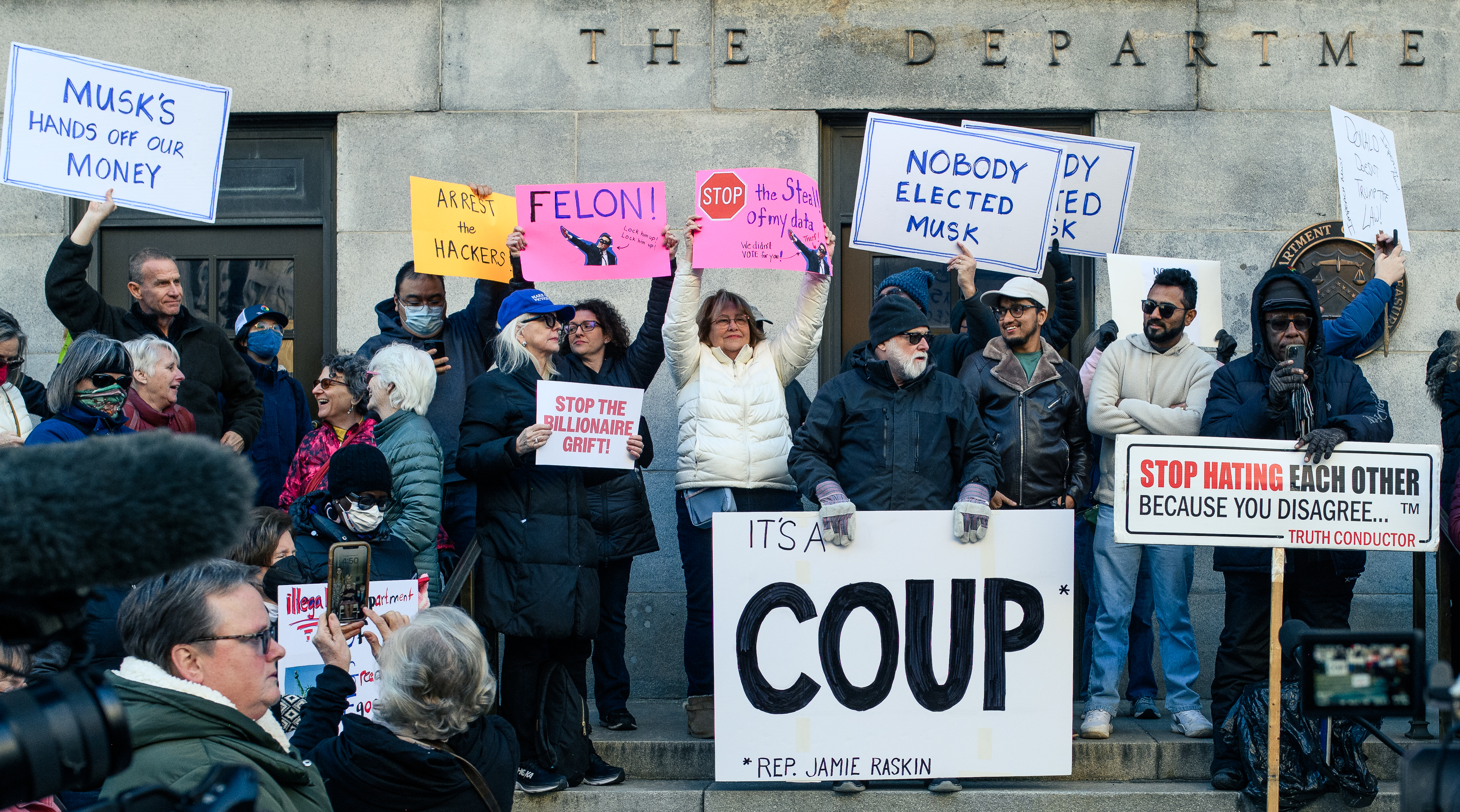
Tiltakozás a Pénzügyminisztérium előtt; középen két nő látható, akik Musk gesztusát utánozó táblákat tartanak a kezükben, és bűnözőnek és tolvajnak nevezik őt.

Az eset gyorsan online összehasonlításokat váltott ki a náci üdvözléssel. A tüntetést néző CNN-műsorvezető, Erin Burnett szerint a gesztus „feltűnő” volt. Egyes kommentátorok a gesztust Musk Asperger-szindrómával kapcsolatos öndiagnózisának tulajdonítják. Muskot azonban soha nem diagnosztizálták autizmussal vagy Asperger-szindrómával. A Belfast Telegraph újságírója, James McNaney által megkérdezett több autista személy és terapeuta is ellenezte azt az elképzelést, hogy az autizmus spektrumon való elhelyezkedés miatt Musk ezt a gesztust tette. A The New York Times egyik cikkében Katrin Bennhold, a berlini irodavezető azt írta, hogy „nagyon hasonlított a Németországban és a fasiszta Olaszországban használt tisztelgésre”, de „meglepően sokféle értelmezés kezdett keringeni”, és összehasonlításokat is vont a Bellamy-tisztelgéssel. Alec Luhn, a Pulitzer Center munkatársa így fogalmazott: „A szláv neonácik hasonló tisztelgést végeznek, olyannyira, hogy a „szívből a napig” kifejezés gyakran helyettesíti a tisztelgés tényleges végrehajtását.”

Egy tüntető a Tesla bemutatóterme előtt, aki Elon Muskot náciként gúnyolja

Az Anti-Defamation League (ADL) Musk védelmére kelt, és egy X-posztban kijelentette: „Úgy tűnik, hogy Elon Musk egy pillanatnyi lelkesedésében tett egy kínos gesztust, nem pedig náci tisztelgést”, majd hozzátette: „Ebben a pillanatban minden félnek egy kicsit meg kell adnia a másiknak, talán még a kétség előnyét is, és lélegzetet kell vennie. Ez egy új kezdet.” Az ADL korábbi országos igazgatója, Abraham Foxman azonban a gesztust „Heil Hitler náci tisztelgésnek” nevezte. A Jewish News szerint az ADL ellentmondott saját náci tisztelgés definíciójának, amelyet az ADL „a kinyújtott jobb kar felemelése tenyérrel lefelé”ként határoz meg. Az IfNotNow, egy progresszív zsidó csoport, azt mondta, hogy „megdöbbentette”, hogy az ADL „elhallgatta Musk náci gesztusát, és arra intette azokat közülünk, akik megdöbbentek a Hitler-üdvözlésen, hogy adjanak Musknak »a kétség előnyét« – még akkor is, ha az ADL a legrosszabb szándékokat feltételezi a palesztin emberi jogokért küzdő mozgalom tagjairól”. Aaron Astor, a tennessee-i Maryville College történelemprofesszora védelmébe vette az ADL álláspontját az X-szel kapcsolatban, kijelentve, hogy „nem náci üdvözlés” volt. Ruth Ben-Ghiat, a New York-i Egyetem történelem- és fasizmusprofesszora szerint „náci üdvözlés volt – és nagyon harcias is”. Az ADL nem volt hajlandó elárulni, hogyan jutott erre a következtetésre, amikor a Jewish News és a Jewish Telegraphic Agency megkérdezte. Jonathan Greenblatt, az ADL vezérigazgatója később sajnálatát fejezte ki, hogy nem „másképp fogalmazta meg” a tweetet, tekintettel „annak hatására”.
A polgári jogokkal foglalkozó nonprofit szervezet, a Southern Poverty Law Center „nyilvánvaló náci üdvözlésnek” nevezte, és megjegyezte, hogy sok szélsőjobboldali személyiség római üdvözlésként ünnepelte. Több, a szélsőségesség szakértőjének számító tudós is egyetértett abban, hogy a gesztust náci üdvözlésnek kell tekinteni. A Lemkin Institute for Genocide Prevention (Lemkin Intézet a Népirtás Megelőzéséért) a „náci üdvözlésre” úgy reagált, hogy vörös zászlós riasztást adott ki a népirtás veszélyére az Egyesült Államokban.
Jerry Nadler, manhattani zsidó demokrata kongresszusi képviselő antiszemitának nevezte a gesztust. Alexandria Ocasio-Cortez, progresszív demokrata kongresszusi képviselő elítélte Musk gesztusait, és utalt arra, hogy „szimpatizál a nácikkal”. Minnesota kormányzója és alelnökjelöltje, Tim Walz azt mondta, hogy Musk gesztusa „természetesen” náci karlendítés volt. Musk a Twitteren azt írta, hogy fontolóra veszi, hogy bepereli Walzot ezért a kijelentésért. Miután a PBS News Hour tweetelte, hogy Musk „fasiztikus karlendítést tett”, Ted Cruz texasi szenátor így válaszolt: „[Musk] szó szerint azt mondta, hogy »szívemből sajnálom«, miközben szívéből jövő gesztust tett az emberek felé. A PBS tudja, hogy hazudik, és büszke is rá. Meg kellene vonni tőlük a támogatást.” Marjorie Taylor Greene republikánus kongresszusi képviselő megvédte Muskot, és azzal vádolta a hírmédiát, hogy hazudik róla és „a Demokrata Párt érdekében propagandát” terjeszt. A Columbia Egyetem izraeli professzora és pro-izraeli aktivista, Shai Davidai azt mondta: „Nem érdekel, ki vagy, a náci tisztelgés soha nem elfogadható.” Elise Stefanik republikánus képviselő, Trump jelöltje az ENSZ-nagyköveti posztra, megvédte Muskot a megerősítő meghallgatásán. A késő esti szkeccs-komédiaműsorban, a Saturday Night Live-ban a szereplők, James Austin Johnson (Trump szerepében) és Michael Che a műsor nyitó részében és a Weekend Update szegmensben gúnyolódtak a pillanaton. A CNN NewsNight című műsorban Scott Jennings, konzervatív politikai stratéga és Georg Bush volt munkatársa azt mondta, hogy azok a kritikusok, akik Muskot náci karlendítéssel vádolták, „Trump-ellenes szindrómában szenvednek”, és azt tanácsolta nekik, hogy „keressenek ügyvédet”. Catherine Rampell arra kérte, hogy ismételje meg a gesztust a műsorban, de ő nem tette meg.
A YouGov amerikai állampolgárok körében végzett felmérése szerint a tisztelgésről készült videó megtekintése után 42% mondta, hogy náci tisztelgés vagy római tisztelgés volt (37% és 5%), 42% pedig azt, hogy „szívből jövő gesztus”. Azok közül, akik szerint ez náci tisztelgés volt, 49% szerint szándékos volt, hogy kifejezze a náci nézetek támogatását, 30% szerint pedig viccből vagy vitát provokálni akartak vele (nem volt lehetőség mindkettőre). 4% szerint véletlen volt, 15% pedig nem volt biztos benne. A Harris-szavazók 73%-a szerint ez náci vagy római tisztelgés volt, 16% szerint pedig szívből jövő gesztus, míg a Trump-szavazók 79%-a szerint ez szívből jövő gesztus volt, 11% szerint pedig náci vagy római tisztelgés.

### Nemzetközi
Benjamin Netanyahu, Izrael miniszterelnöke X-en védelmébe vette Muskot, kijelentve, hogy Muskot „hamisan rágalmazzák”, és „Izrael nagy barátjának” nevezte. A Haaretz „Elon Musk fasiszta tisztelgést hajt végre Trump beiktatási gyűlésén” címmel tudósított az eseményről. Musk beszéde után Andrea Stroppa, Musk olaszországi képviselője közzétette a képet az X-en, a következő felirattal: „A Római Birodalom visszatért, kezdve a római tisztelgéssel.” Később eltávolította a bejegyzést, kijelentve, hogy Musk „autista”, és csak kifejezte az érzéseit, anélkül, hogy a fasizmust utánozta volna. Az olasz kommunista ifjúsági szervezet, a Cambiare Rotta, fejjel lefelé akasztotta fel Musk bábuját a milánói Piazzale Loreto téren, ahol a második világháború utolsó napjaiban a partizánok ugyanígy akasztották fel Mussolini holttestét, miután kivégezték. Az olasz újságíró, Roberto Saviano egy Facebook-bejegyzésben támadta Elon Muskot, kijelentve: „Mindez erőszakos véget fog érni. Bukása megegyezik azokéval, akikre történelmileg utal ez a gesztus. Musk azok kezétől fog elbukni, akiket most ugyanazzal az erőszakkal uszít, amelyet ő maga is gyakorol.”
Aljakszandr Rihoravics Lukasenka, Fehéroroszország elnöke elítélte Muskot, kijelentve: „Semmi sem igazolhatja ezt. Ez egy nyílt náci üdvözlés, az amerikaiak és Musk úr egyszerűen túl messzire mentek.” Lukasenka azt is kijelentette: „Miért mész fel a színpadra, és mutatsz Hitler-üdvözlést több millió ember előtt? Ezzel jót teszel valakinek? Mi, az amerikaiakkal együtt, harcoltunk ellene. Ez egyszerűen őrültség.” Javier Milei argentin elnök a Davosban tartott Világgazdasági Fórumon védelmébe vette Muskot, és kijelentette, hogy „kedves barátja, Musk” az elmúlt órában „igazságtalanul lett becsmérelve a wokeizmus által egy ártatlan gesztus miatt, amellyel csak háláját fejezi ki az emberek iránt”. Yolanda Díaz, Spanyolország munkaügyi minisztere és a Spanyol Kommunista Párt hosszú távú tagja bejelentette, hogy a gesztusra reagálva felhagy az X használatával. Emellett azzal vádolta Muskot, hogy az X-et „propagandagépezetté” alakította át. Egy márciusban adott rádióinterjúban Nigel Farage, a Reform UK vezetője kijelentette, hogy „egy pillanatig sem” gondolta, hogy Musk gesztusai náci tisztelgések lennének, és amikor megkérdezték, hogy akkor mik voltak, azt válaszolta: „nagyon nem bölcs cselekedet”, majd hozzátette: „Nem igazán náci tisztelgések, mert oldalra vannak irányítva, és nem előre.” Kijelentette, hogy nem gondolja, hogy Elon Musk náci lenne.

### Szélsőjobboldal
Számos neonáci és fehér nacionalista személyiség kifejezte támogatását Musk gesztusai iránt. Thomas Sewell, egy ausztrál neonáci, közzétett egy videót Musk gesztusairól, amelyet „Donald Trump fehér hatalom pillanatának” nevezett. Nick Fuentes, a fehér nacionalista Groypers csoport alapítója a gesztust „egyenesen Sieg Heil-nek, Hitler iránti szeretetnek” nevezte. Andrew Tate, a közösségi médiában befolyásos személyiség, aki maga is végrehajtott náci tisztelgéseket, és a „náci tisztelgés visszahozatalát” szorgalmazta, Musk tisztelgésére úgy reagált, hogy „visszatértünk”. A fehér felsőbbrendűséget hirdető Active Club Network (amelynek tagjai náci tisztelgéseket végeztek) által üzemeltetett Telegram-csatorna adminisztrátora így nyilatkozott: „Kövessenek minket. Az ötleteink a legjobbak. Musk tudja ezt. Mi tudjuk ezt. Mindenki olyan akar lenni, mint mi. Még a világ leggazdagabb embere is”, majd hozzátette: „De ő még mindig az, ami. Egy kocka.” Mark Collett, neonáci és a szélsőjobboldali gyűlöletcsoport, a Patriotic Alternative vezetője azt mondta, hogy Trump és Musk „biztosan hozzájárultak a retorika fokozásához és bizonyos dolgok normalizálásához”, és „ha bármit is ki tudunk hozni belőle, akkor azt meg kell tennünk”. Christopher Pohlhaus, a neonáci Blood Tribe csoport vezetője a Telegramon írta: „Nem érdekel, hogy ez hiba volt-e. Élvezni fogom a könnyeket, amiket ez okoz.” Andrew Torba, a szélsőjobboldali közösségi médiaplatform, a Gab alapítója azt mondta: „Hihetetlen dolgok történnek máris, lmao.” A Proud Boys egyik tagszervezete Musk videójának egy részét közzétette Telegram-csatornáján, a „Hail Trump!” felirattal. A fehér felsőbbrendűséget hirdető White Lives Matter mozgalom is reagált Musk gesztusaira a Telegramon, a következő üzenettel: „Köszönjük, hogy (néha) meghallgatsz minket, Elon. A Fehér Láng újra fel fog emelkedni!”
Két héttel az incidens után Kanye West rapper több antiszemita és nácibarát kommentet tett közzé a Twitteren, köztük egy feltöltött képet Musk gesztusáról, amelyen nagybetűkkel az állt: „heil Elon”. West így nyilatkozott: „Elon ellopta a náci stílusomat a beiktatáson.”

### Egyéb
Musk tulajdonában lévő közösségi média platform, az X számos felhasználója bírálta a gesztust, mondván, hogy az a náci karlendítésre hasonlít. Musk néhány Twitter-támogatója szerint ez egy római üdvözlés volt. Musk gesztusára reagálva a Reddit számos nagy subredditje új szabályokat vezetett be, amelyek tiltják az X-bejegyzésekre mutató linkek és azokról készült képernyőképek közzétételét. Sam Kuffel, a milwaukee-i CBS 58 meteorológusa, két Instagram-bejegyzésében kritizálta a gesztust, amiért később elbocsátották. Musk elhidegült lánya, Vivian Wilson, január 21-én az Instagram Threads platformján így nyilatkozott apja gesztusáról: „Csak annyit mondok, hogy nevezzük a dolgokat a nevükön”. Elon Musk apja, Errol Musk, védelmébe vette Muskot, és „teljes képtelenségnek” és „badarságnak” nevezte az Elon ellen felhozott vádakat.

## Musk reakciója a kritikára
Elon Musk január 21-én X-fiókján reagált az állítólagos tisztelgésére irányuló kritikákra, többek között azzal, hogy elfogultnak nevezte az őt bíráló összes hírügynökséget. Írta, hogy „a hagyományos média puszta propaganda”, hogy „jobb piszkos trükkökre van szükségük”, és hogy „a »mindenki Hitler« támadás már annyira unalmas”.
Miután Musk Wikipédia-oldalán megjelent, hogy gesztusait „náci tisztelgéshez hasonlították”, Musk megismételte korábbi kritikáját a weboldal ellen, és annak „finanszírozásának megszüntetését” követelte. A Wikipédia alapítója, Jimmy Wales arra kérte, hogy találjon pontatlanságot az események leírásában, mondván: „Ez nem MSM-propaganda. Ez tény. Minden eleme.”
Január 23-án, három nappal az incidens után, Musk a vitára reagálva egy sor náci témájú szójátékot tett közzé a közösségi médiában, amelyet az Anti-Defamation League (miután korábban védte viselkedését) „sértőnek” és „nem megfelelőnek” nevezett.  Az amerikai The Hill újság szerint a szójátékokat arra használta, „hogy gúnyolódjon azokon, akik azzal vádolták, hogy fasiszta tisztelgést tett”.
Joe Rogannel folytatott, február 28-án közzétett podcast-beszélgetésében Musk megismételte: „Nem vagyok náci”, és hozzátette: „Ami valójában rossz a nácikban, az nem a divatjuk vagy a viselkedésük volt, hanem a háború és a népirtás.”